# Jiroemon Kimura
Jirōemon Kimura (japanska: 木村 次郎右衛門; Kimura Jirōemon), ursprungligen Kinjirō Miyake (japanska: 三宅 金治郎, Miyake Kinjirō), född 19 april 1897 i den japanska fiskebyn Kamiukawa (i nuvarande Kyōtango), död 12 juni 2013 i Kyōtango, var en japansk post- och kommunikationstjänsteman och lantbrukare, och då han avled 116 år och 54 dagar gammal den hittills äldsta mannen någonsin och även hittills enda mannen såväl som dittills yngsta av bara sju personer som levt till minst 116 års ålder. Kimura var även den sist levande mannen född under 1800-talet.

## Biografi
Kinjirō Miyake, senare känd som Jirōemon Kimura, föddes den 19 april 1897 i fiskebyn Kamiukawa i Kyōtango. Han var det femte av åtta barn till lantbrukarna Morizo Miyake (1858–1935) och Fusa Miyake (1867–1931), även om två av hans syskon hade avlidit innan han föddes. Hans första syster (född 1887) dog före 5 års ålder och hans första bror (född 1892) dog endast 31 månader gammal. Långa liv var annars vanliga i hans familj. Fyra av hans fem återstående syskon blev minst 90 år gamla och yngste brodern Tetsuo (1909–2007) blev 98 år.
Miyake började att arbeta som telegrafpojke på posten den 10 april 1911 (bara nio dagar före sin 14-årsdag), samtidigt som han arbetade inom sin familjs lantbruk. Han tjänstgjorde som kommunikationstjänsteman för Kejserliga japanska armén under olika perioder. Först i Nakano, Tokyo mellan 1 april-30 juni 1918, under sista året av första världskriget - och kan därmed ha varit den sista levande förstavärldskrigsveteranen. Därefter tjänstgjorde han i Tokyo 1–21 september 1919 och slutligen i Hiroshima 1–21 september 1921.
I slutet av maj 1920 flyttade han till Keijō (dåvarande namn på Seoul) i den japanska kolonin Korea, för att ta hand om sin sjuka yngre bror, som hade flyttat dit. Miyake arbetade där i ett halvår som regeringskommunikationstjänsteman innan han återvände till sin hemstad för att arbeta inom lantbruket fram till år 1924. Därefter arbetade han som posttjänsteman fram tills han gick i pension i slutet av juni 1962 vid 65 års ålder. Efter pensionen fortsatte han att arbeta inom sin äldste sons jordbruk fram till 90 års ålder.
Miyake gifte sig den 27 december 1920 med sin granne Yae Kimura (1904–1979), adoptivdotter till Jirōemon Kimura VIII (död 1927). Eftersom hans frus familj saknade en manlig arvinge, ändrade Miyake namn till Jirōemon Kimura, och blev därigenom den nionde familjemedlemmen med detta namn. Kimura och hans fru fick tillsammans åtta barn. Under sin levnad fick han totalt 14 barnbarn, 25 barnbarnsbarn och 15 barnbarnsbarnbarn.
Kimura blev Japans äldsta levande man i och med Tomoji Tanabes död 19 juni 2009 och fyra dagar före sin 114-årsdag i april 2011 den äldsta levande mannen såväl som sista levande mannen född på 1800-talet. Den 2 december samma år, då Chiyono Hasegawa avled 115 år och 12 dagar gammal, blev Kimura den äldsta levande japanen. När Dina Manfredini avled blev Kimura världens äldsta levande person.
Den 27 december 2012 blev Kimura, då 115 år och 36 veckor gammal, den äldsta mannen i världshistorien, då han slog danskamerikanen Christian Mortensen. Den 19 april blev Kimura även den första mannen som blivit minst 116 år gammal.

## Död
Kimura blev inlagd på sjukhus den 11 maj 2013 då han drabbades av lunginflammation, och tillfrisknade temporärt. Hans hälsa försämrades dock kraftigt på nytt i början av juni 2013, eftersom hans blodsockerhalt, urinproduktion och respons sjönk kraftigt. Han avled av naturlig senilitet 116 år och 54 dagar gammal klockan 02:08 lokal tid natten mot den 12 juni, och efterträddes som världens äldsta levande person av den 320 dagar yngre japanskan Misao Okawa, som redan varit den äldsta kvinnan sedan Koto Okubos död, som världens äldsta levande man av spanskfödde amerikanen Salustiano Sánchez och som Japans äldsta levande man av Jokichi Ikarashi. Han begravdes den 14 juni, två dagar efter sin död.